# Termes-d’Armagnac
Termes-d’Armagnac (gaskognisch: Tèrmis d’Armanhac) ist eine französische Gemeinde mit 199 Einwohnern (Stand 1. Januar 2022) im Département Gers in der Region Okzitanien; sie gehört zum Arrondissement Mirande.

## Geografie
Termes-d’Armagnac liegt rund 46 Kilometer (Luftlinie) südöstlich der Stadt Mont-de-Marsan im Westen des Départements Gers. Sie gehört zum Weinbaugebiet Côtes de Saint-Mont und zum Weinbrandgebiet Armagnac. Zahlreiche Gewässer entspringen oder durchqueren das Gemeindegebiet. Am bedeutendsten sind die Flüsse Adour und Izaute. Zudem gibt es mehrere Teiche auf dem Gemeindegebiet. Die nächstgelegene Bushaltestelle ist Cahuzac-sur-Adour an der Linie 940 (Tarbes – Mont-de-Marsan).
Ein kleinerer Teil der Gemeinde liegt im Flusstal des Adour, das Dorf Termes-d’Armagnac selber an einem sanftansteigenden Hang im engen Flusstal der Izaute.
Umgeben wird Termes-d’Armagnac von den Nachbargemeinden Sorbets im Norden, Fustérouau im Nordosten und Osten, Bouzon-Gellenave im Osten, Pouydraguin im Südosten, Tasque im Süden, Izotges im Südwesten sowie Sarragachies im Westen.

## Geschichte
Die Gemeinde lag in der Gascogne und gehörte dort zur Region Bas-Armagnac. Von 1793 bis 1801 gehörte Termes-d’Armagnac zum Distrikt Nogaro, zudem von 1793 bis 1801 zum Kanton Plaisance. Danach war sie bis 2015 dem Wahlkreis (Kanton) Aignan zugeteilt. Zuerst trug Termes-d’Armagnac den Namen Termes, ab 1801 Thermes, danach ab 1894 Thermes-d’Armagnac und noch später entfiel das h in Thermes und die Gemeinde erhielt den heutigen Namen.

## Bevölkerungsentwicklung
| Jahr                       | 1962 | 1968 | 1975 | 1982 | 1990 | 1999 | 2006 | 2012 | 2020 |
| Einwohner                  | 228  | 213  | 198  | 192  | 190  | 215  | 200  | 183  | 182  |
| Quellen: Cassini und INSEE |      |      |      |      |      |      |      |      |      |

## Sehenswürdigkeiten
- Kirche Saint-Pierre (teilweise romanisch, meist gotisch, aus dem 15. Jahrhundert)
- Historisches Museum im Donjon des untergegangenen Schlosses (im Sommer Schauplatz eines Mittelalterspektakels)

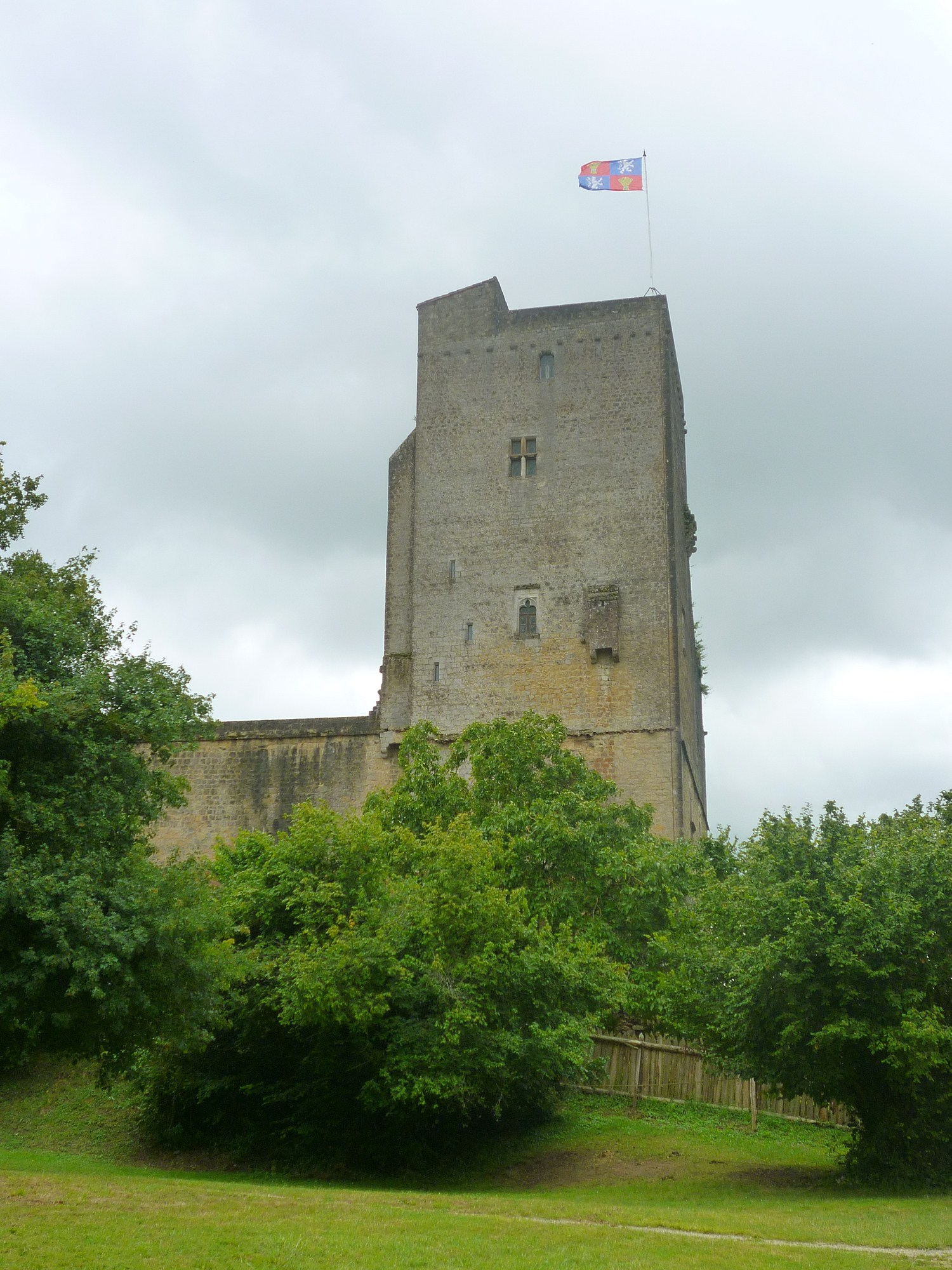
Reste des Schlosses Armagnac
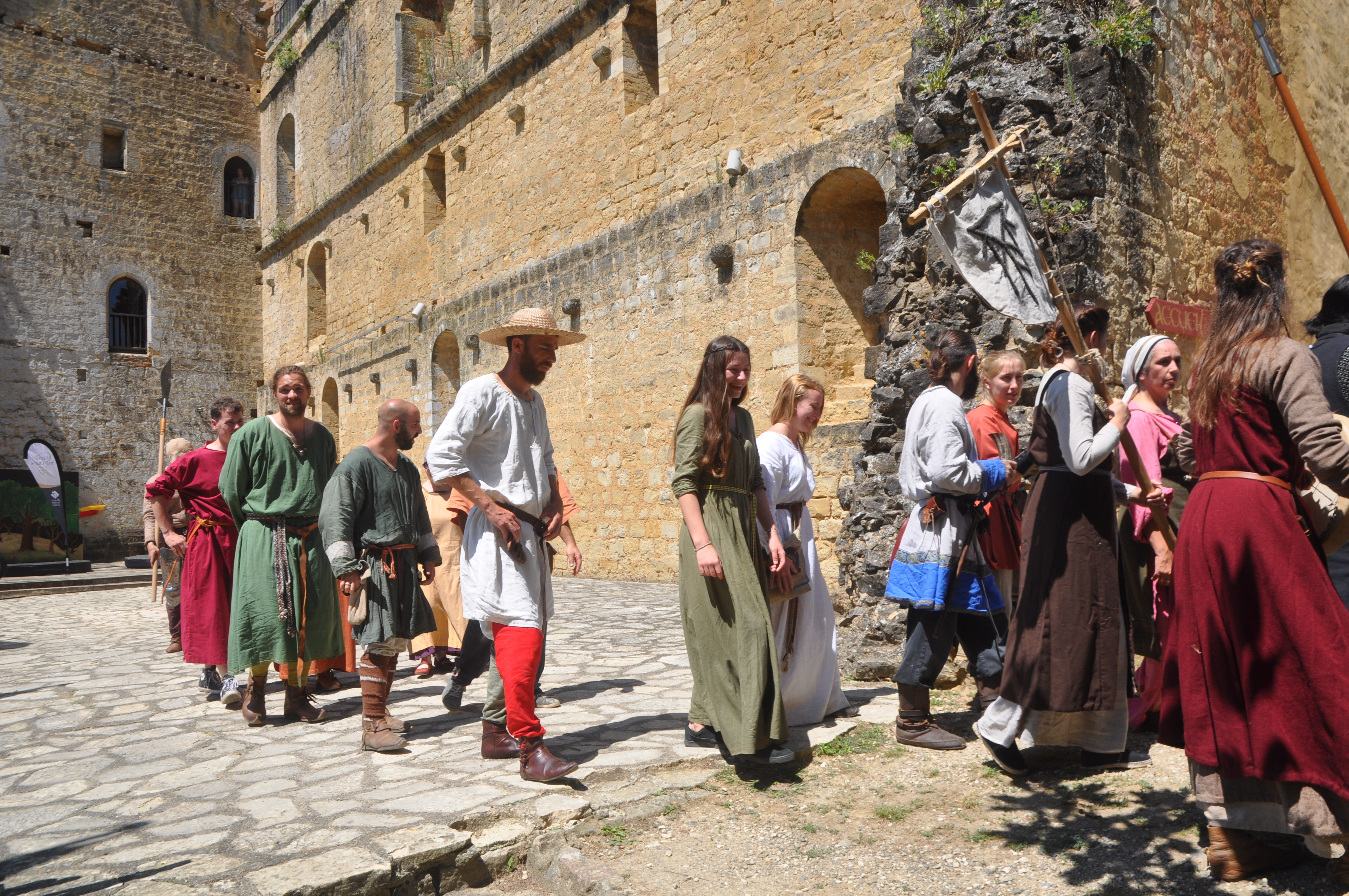
Mittelalterfest an der Schlossruine
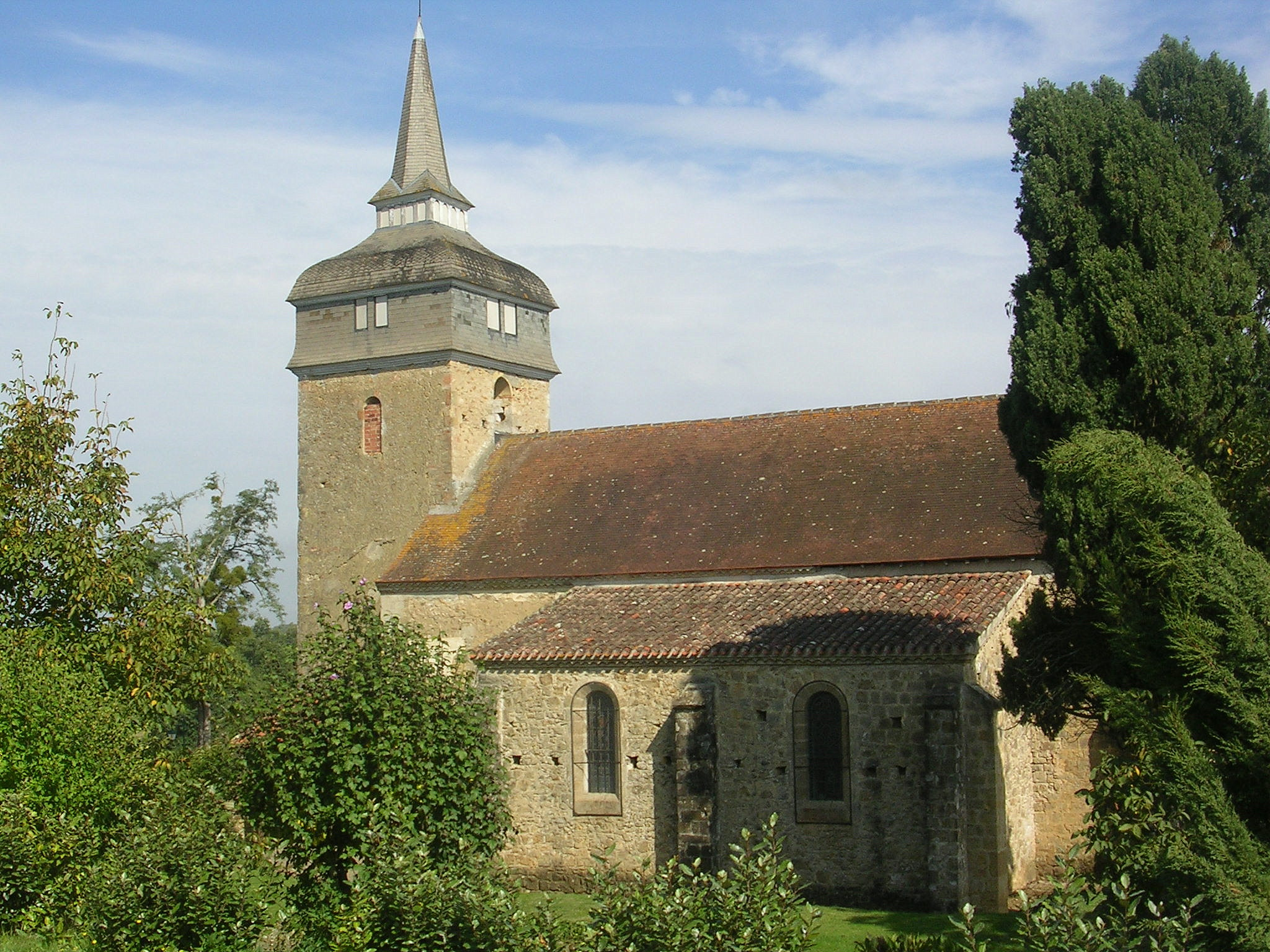
Kirche Saint-Pierre
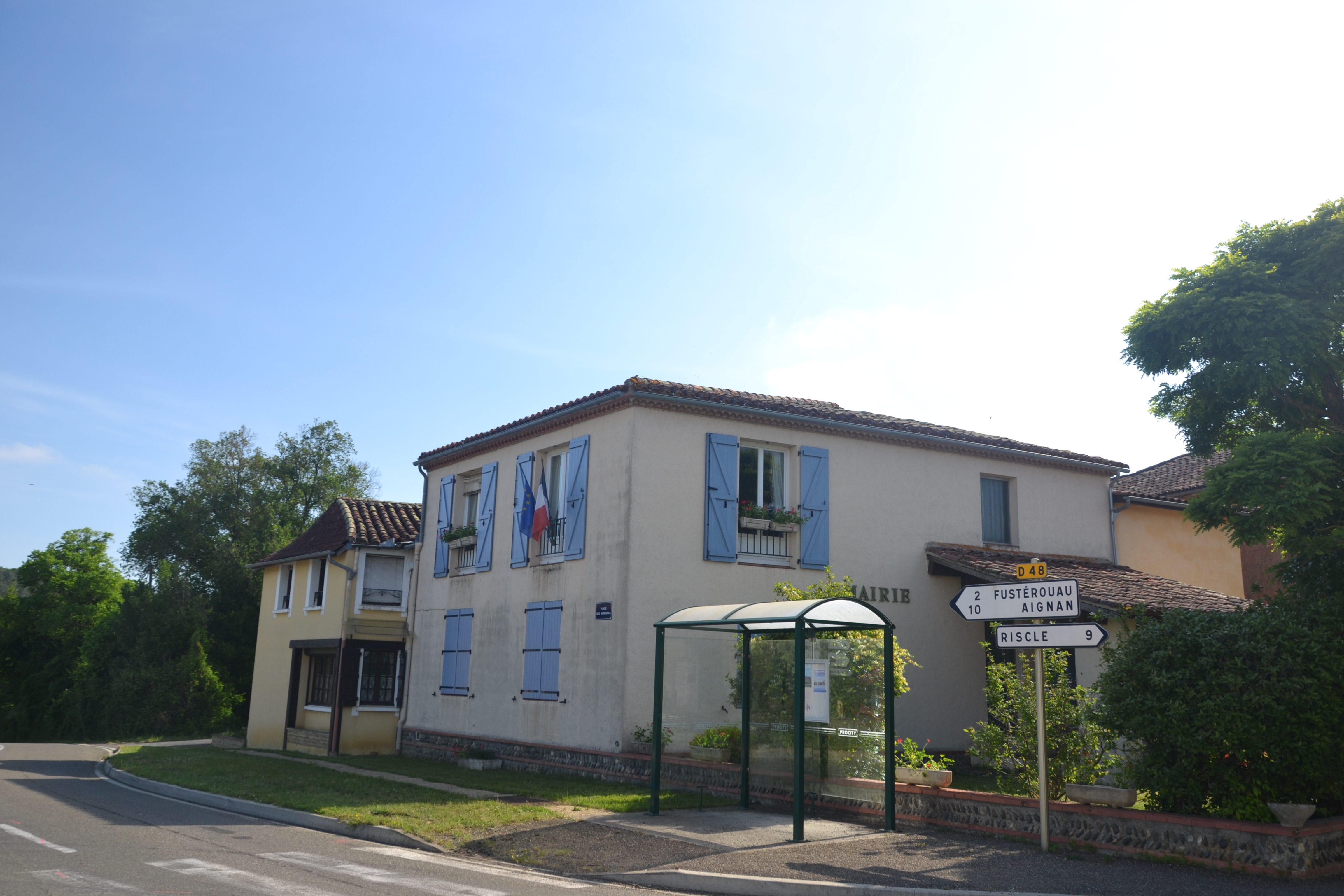
Mairie (Rathaus) von Termes-d’Armagnac
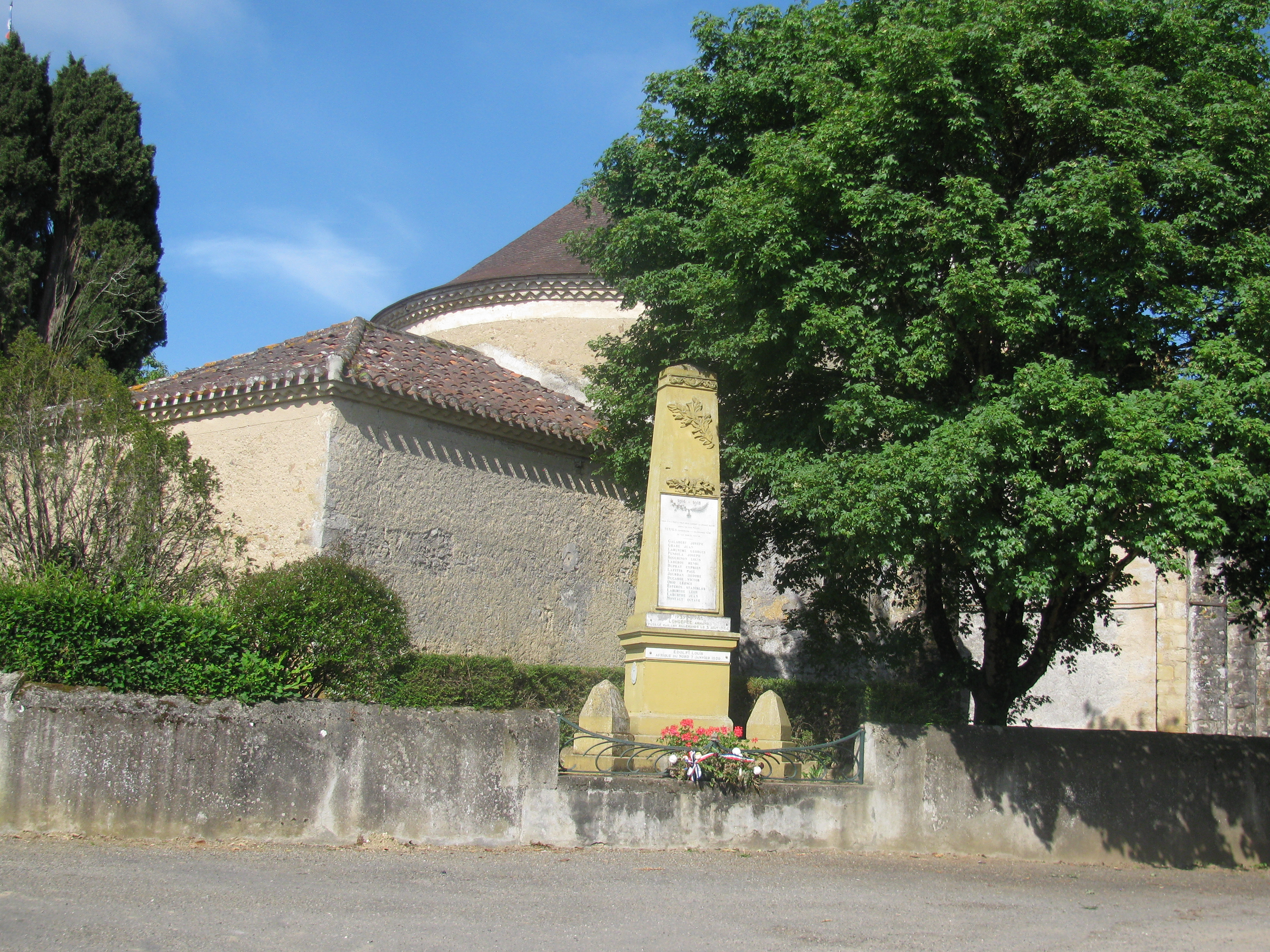
Denkmal für die Gefallenen
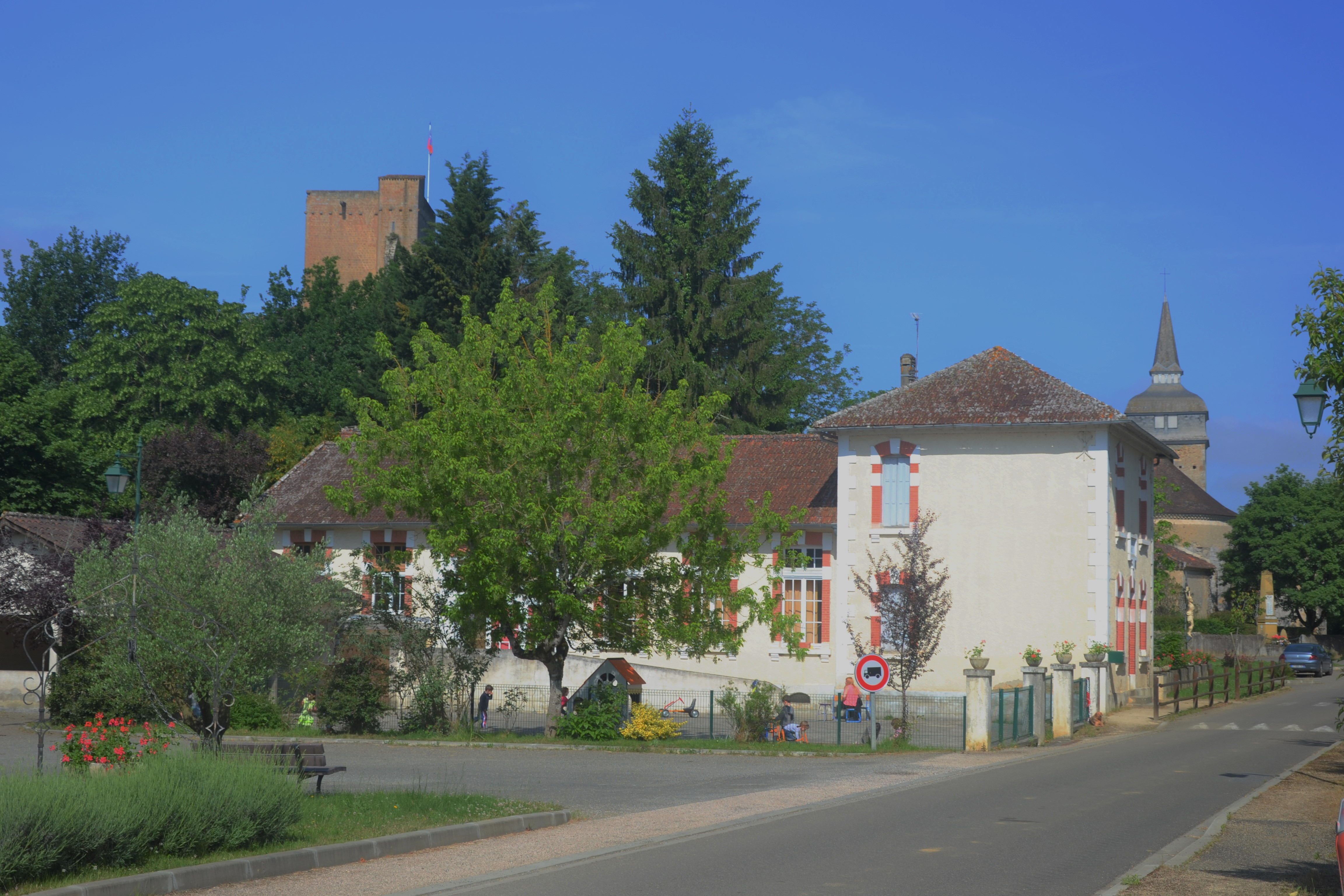
Grundschule
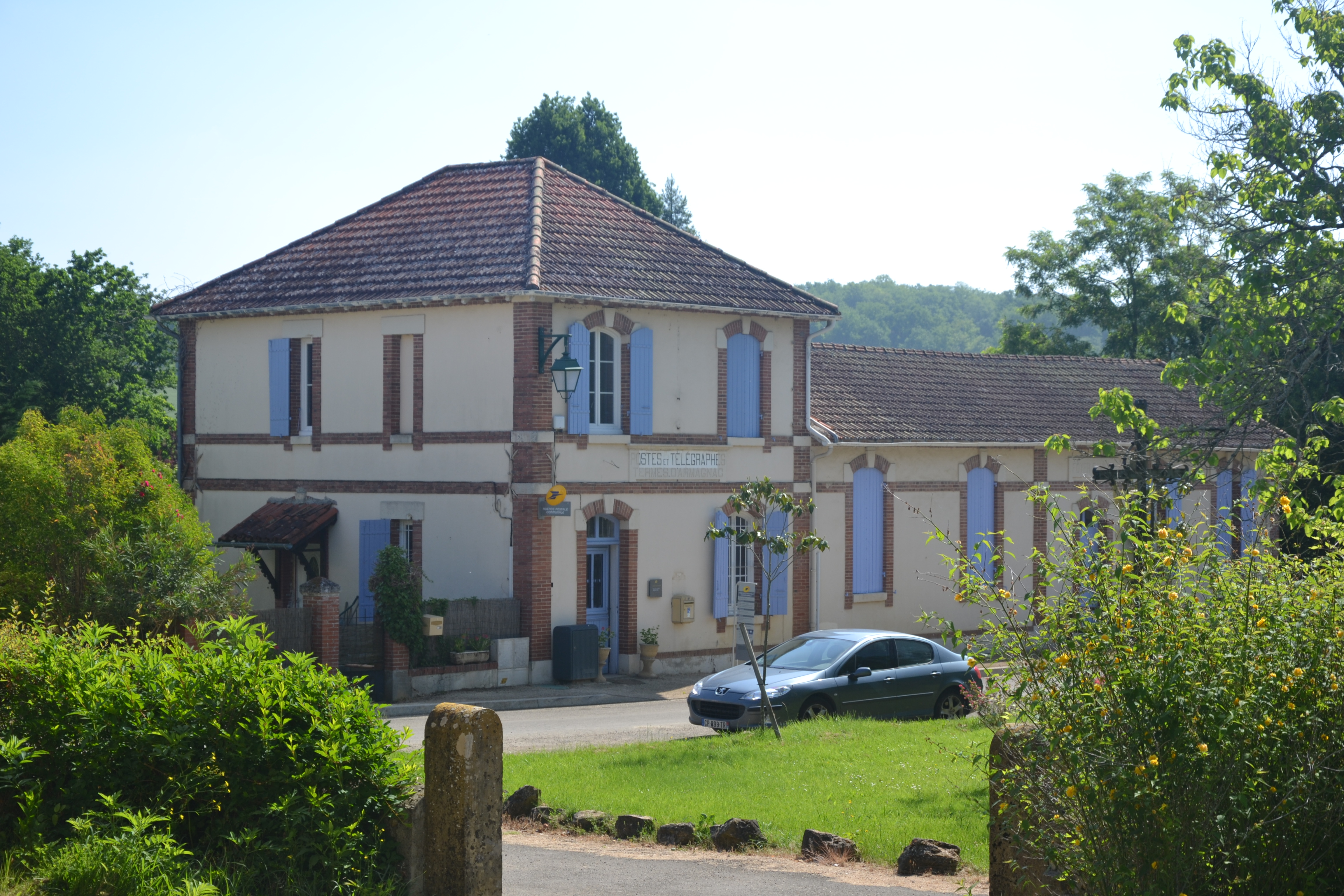
Postamt